# Pelléas et Mélisande

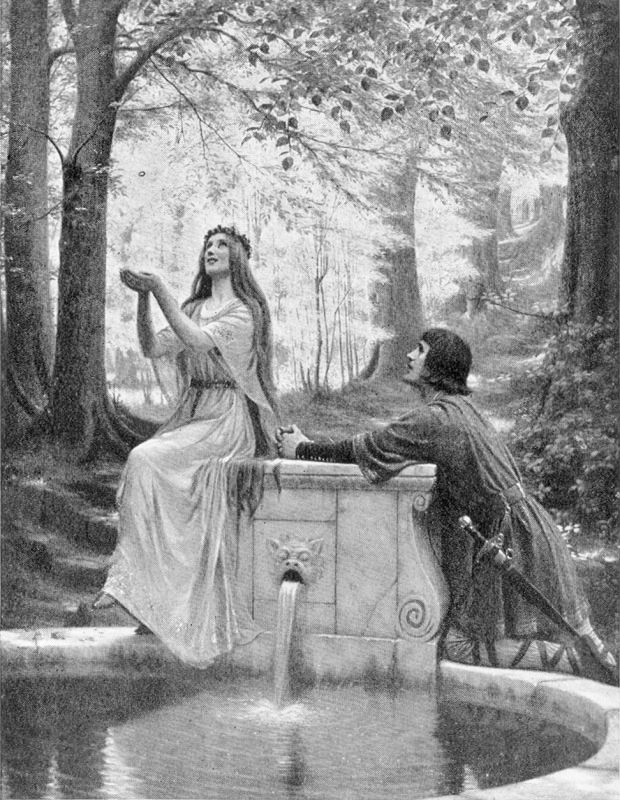
Pelléas & Mélisande, pictură de Edmund Blair Leighton

Pelléas et Mélisande este o operă (dramă lirică) în 5 acte și 19 tablouri de Claude Debussy, după un libret de Maurice Maeterlinck.
Este singura operă completă scrisă de Claude Debussy. A avut premiera la 30 aprilie 1902,  “Opéra-Comique”  din Paris, cu Jean Perier în rolul lui Pelleas și Mary Garden în rolul Melisandei.
Durata operei: cca 3 ore.
Locul de desfășurare al acțiunii: Regatul Allemonde (loc fabulos, de basm).

## Personajele principale
- Arkel, Regele din Allemonde (bas)
- Pelléas, nepotul Regelui Arkel (tenor)
- Mélisande (soprană)
- Golaud, fratele lui Pelléas,  nepot al Regelui Arkel (bas)
- Geneviève, fiica Regelui Arkel, mama lui Pelléas și Golaud (alto)

## Povestea
Prințul Golaud - căsătorit cu prințesa orfană Melisande, trăiesc în întunecatul castel al bunicului lui, Regele Arkel. Aici Melisande îl cunoaște și apoi se îndrăgostește de fratele vitreg al lui Golaud, Prințul Pelleas. Suspiciunea și gelozia extremă ale lui Golaud marchează  derularea acțiunii. Povestea se încheie  tragic, cu uciderea lui Pelleas și moartea lentă a Melisandei. Similaritățile cu legenda Tristan și Isolda au făcut lucrarea impresionistă a lui Debussy să fie  cunoscută și ca "Tristan francez".